# 上野至大
上野 至大（うえの みちとも、1944年11月2日 - ）は、日本の実業家。第2代NTT西日本代表取締役社長を務めた。

## 人物・経歴
鹿児島県指宿市出身。1963年鹿児島県立指宿高等学校卒業。1967年九州大学工学部電子工学科卒業、日本電信電話公社入社。1996年日本電信電話取締役相互接続推進部長。取締役西日本会社移行本部副本部長を経て、1999年に西日本電信電話が設立されると同社代表取締役副社長に就任し、新世代通信網開発センター代表取締役社長も兼務した。2002年から西日本電信電話代表取締役社長を務めた。2004年西日本電信電話取締役相談役。2011年九州大学関西同窓会会長。2019年九州大学関西同窓会名誉会長。